# Kampuchea Democrático
```
   |-
       |
Erro:
:  
valor não especificado para "
nome_comum
"

   |-
       | 
Erro:
:  
valor não especificado para "
continente
"
```

Kampuchea,  oficialmente Kampuchea Democrático (DK)  de 1976 em diante, foi o estado cambojano de 1975 a 1979, sob a ditadura totalitária de Pol Pot e do Partido Comunista do Kampuchea (CPK), comumente conhecido como Khmer Vermelho (KR). Foi estabelecido após a captura da capital Phnom Penh pelo Khmer Vermelho, encerrando efetivamente a República Khmer de Lon Nol, apoiada pelos Estados Unidos.
De 1975 a 1979, o regime de partido único do Khmer Vermelho matou milhões do seu próprio povo através de execuções em massa, trabalho forçado e fome, num evento que ficou conhecido como o genocídio cambojano. As matanças terminaram quando o Khmer Vermelho foi expulso de Phnom Penh pelo exército vietnamita.
O Khmer Vermelho posteriormente estabeleceu um governo no exílio na vizinha Tailândia e manteve a cadeira do Kampuchea nas Nações Unidas (ONU). Em resposta, os comunistas apoiados pelos vietnamitas criaram um governo rival, a República Popular do Kampuchea, mas não conseguiram obter reconhecimento internacional. Em 1982, o Khmer Vermelho estabeleceu o Governo de Coligação do Kampuchea Democrático (CGDK) com duas facções guerrilheiras não comunistas, alargando o governo exilado do Kampuchea Democrático.  O governo exilado renomeou-se como Governo Nacional do Camboja em 1990, na preparação para os Acordos de Paz de Paris de 1991, patrocinados pela ONU.

## Antecedentes e estabelecimento
Em 1970, o primeiro-ministro Lon Nol e a Assembleia Nacional depuseram Norodom Sihanouk como chefe de estado. Sihanouk, opondo-se ao novo governo, fez uma aliança com o Khmer Vermelho contra eles. Aproveitando a ocupação vietnamita do leste do Camboja, os bombardeamentos massivos dos Estados Unidos em todo o país e a reputação de Sihanouk, o Khmer Vermelho conseguiu apresentar-se como um partido orientado para a paz numa coligação que representava a maioria do povo. 
Assim, com grande apoio popular no campo, a capital Phnom Penh finalmente caiu em 17 de abril de 1975 nas mãos do Khmer Vermelho. O KR continuou a usar Sihanouk como figura de proa do governo até 2 de abril de 1976, quando Sihanouk renunciou ao cargo de chefe de estado. Sihanouk permaneceu sob prisão domiciliar confortável, mas insegura, em Phnom Penh, até que no final da guerra com o Vietnã ele partiu para os Estados Unidos, onde apresentou o caso do Kampuchea Democrático perante o Conselho de Segurança. Ele finalmente se mudou para a China. 
Assim, antes da tomada de Phnom Penh pelo KR em 1975 e do início dos Anos Zero, o Camboja já tinha estado envolvido na Terceira Guerra da Indochina e as tensões entre o Camboja e o Vietname estavam a crescer devido às diferenças na ideologia comunista e à incursão dos militares vietnamitas. presença dentro das fronteiras do Camboja. O contexto de guerra desestabilizou o país e deslocou os cambojanos, ao mesmo tempo que colocou à disposição do KR as armas de guerra. O KR aproveitou a devastação causada pela guerra para recrutar membros e usou esta violência do passado para justificar as políticas igualmente violentas e radicais do regime, se não mais. 
O nascimento de DK e a sua propensão para a violência devem ser entendidos neste contexto de guerra que provavelmente desempenhou um factor que contribuiu para endurecer a população contra tal violência e, simultaneamente, aumentar a sua tolerância e fome por ela. As primeiras explicações para a brutalidade do KR sugerem que o KR se radicalizou durante os anos de guerra e mais tarde direcionou esta compreensão radical da sociedade e da violência para os seus compatriotas.  Este cenário de violência e brutalidade provavelmente também afetou os cambojanos comuns, preparando-os para a violência que eles próprios perpetraram sob o regime do Quirguistão.
Phnom Penh caiu em 17 de abril de 1975. Sihanouk recebeu a posição simbólica de Chefe de Estado do novo governo do Kampuchea Democrático e, em setembro de 1975, regressou a Phnom Penh do exílio em Pequim.  Depois de uma viagem ao estrangeiro, durante a qual visitou vários países comunistas e recomendou o reconhecimento do Kampuchea Democrático, Sihanouk regressou novamente ao Camboja no final de 1975. Um ano após a aquisição do Khmer Vermelho, Sihanouk renunciou em meados de abril de 1976  (retroativo a 2 de abril de 1976) e foi colocado em prisão domiciliar, onde permaneceu até 1979, e o Khmer Vermelho permaneceu no controle exclusivo. 

### Evacuação de cidades
As deportações foram um dos marcos do início do domínio do Khmer Vermelho. Eles exigiram e depois obrigaram as pessoas a deixarem as cidades e viverem no campo.  Phnom Penh – povoada por 2,5 milhões de pessoas  – logo ficou quase vazia. As estradas para fora da cidade estavam entupidas de evacuados. Evacuações semelhantes ocorreram em todo o país.
As condições de evacuação e o tratamento das pessoas envolvidas dependiam muitas vezes das unidades militares e dos comandantes que conduziam as operações específicas. O irmão de Pol Pot – Chhay, que trabalhava como jornalista republicano na capital – teria morrido durante a evacuação de Phnom Penh.
Até os hospitais de Phnom Penh ficaram vazios de pacientes.  O Khmer Vermelho forneceu transporte para alguns idosos e deficientes e montou estoques de alimentos fora da cidade para os refugiados; no entanto, os suprimentos eram inadequados para sustentar centenas de milhares de pessoas na estrada. Mesmo pacientes hospitalares gravemente feridos, muitos deles sem qualquer meio de transporte, foram sumariamente forçados a sair, independentemente do seu estado. 
A comunidade estrangeira, cerca de 800 pessoas, foi colocada em quarentena no complexo da embaixada francesa e, no final do mês, os estrangeiros foram levados de camião para a fronteira com a Tailândia. As mulheres Khmer casadas com estrangeiros foram autorizadas a acompanhar seus maridos, mas os homens Khmer não foram autorizados a sair com suas esposas estrangeiras. 
Os historiadores ocidentais afirmam que os motivos eram políticos, baseados em ressentimentos profundamente enraizados em relação às cidades. O Khmer Vermelho estava determinado a transformar o país numa nação de camponeses na qual a corrupção e o "parasitismo" da vida urbana seriam completamente erradicados. Além disso, Pol Pot queria desmembrar as “organizações de espionagem inimigas” que supostamente estavam baseadas nas áreas urbanas. Finalmente, parece que Pol Pot e os seus associados de linha dura no Bureau Político do CPK usaram as evacuações forçadas para ganhar o controlo da população da cidade e para enfraquecer a posição das suas facções rivais dentro do partido comunista. 

### Constituição
O Khmer Vermelho aboliu o Governo Real da União Nacional do Kampuchea (GRUNK, estabelecido em 1970). O Camboja estabeleceu a Constituição do Kampuchea Democrático em 5 de janeiro de 1976. 
O Khmer Vermelho continuou a usar Sihanouk como figura de proa do governo até meados de abril de 1976, quando ele renunciou ao cargo de chefe de estado. Sihanouk permaneceu sob prisão domiciliar insegura em Phnom Penh, até o final da guerra com o Vietnã, quando partiu para os Estados Unidos, onde apresentou o caso do Kampuchea Democrático perante o Conselho de Segurança. Ele finalmente se mudou para a China. 
Os “direitos e deveres do indivíduo” foram brevemente definidos no Artigo 12. Eles não incluíam nada do que é comumente considerado garantia de direitos humanos políticos, exceto a afirmação de que "homens e mulheres são iguais em todos os aspectos". O documento declarava, contudo, que “todos os trabalhadores” e “todos os camponeses” eram “donos” das suas fábricas e campos. A afirmação de que “não há absolutamente nenhum desemprego no Kampuchea Democrático” soa verdadeira à luz do uso massivo da força pelo regime. 
A Constituição definiu os princípios da política externa do Kampuchea Democrático no Artigo 21, o mais longo do documento, em termos de "independência, paz, neutralidade e não alinhamento". Prometeu o apoio do país às lutas anti-imperialistas no Terceiro Mundo. À luz dos ataques agressivos do regime contra o território vietnamita, tailandês e do Laos durante 1977 e 1978, a promessa de "manter relações estreitas e amigáveis com todos os países que partilham uma fronteira comum" tinha pouca semelhança com a realidade. 
As instituições governamentais foram delineadas muito brevemente na Constituição. A legislatura, a Assembleia Representativa do Povo Kampucheano (KPRA), continha 250 membros "representando trabalhadores, camponeses e outros trabalhadores e o exército revolucionário Kampuchean". Cento e cinquenta assentos no KPRA foram alocados para representantes camponeses; cinquenta, para as forças armadas; e cinquenta, para representantes dos trabalhadores e outros. A legislatura seria eleita popularmente para um mandato de cinco anos. A sua primeira e única eleição foi realizada em 20 de março de 1976. Aparentemente, "Novas pessoas" não foi autorizado a participar. 
O poder executivo do governo também foi escolhido pelo KPRA. Consistia em um presidium estadual "responsável por representar o estado do Kampuchea Democrático dentro e fora do país". Serviu por um mandato de cinco anos e seu presidente era chefe de estado. Khieu Samphan foi a única pessoa a ocupar este cargo, que assumiu após a renúncia de Sihanouk. O sistema judicial era composto por “tribunais populares”, cujos juízes eram nomeados pelo KPRA, tal como o poder executivo. 
A Constituição não mencionou instituições governamentais regionais ou locais. Depois de assumir o poder, o Khmer Vermelho aboliu as antigas províncias (ខេត្ត khet) e substituiu-as por sete zonas; Zona Norte, Zona Nordeste, Zona Noroeste, Zona Central, Zona Leste, Zona Oeste e Zona Sudoeste. Havia também duas outras unidades de nível regional: a Região Especial de Kracheh Número 505 e, até 1977, a Região Especial de Siemreab Número 106. 
As zonas foram divididas em regiões (តំបន់ damban) que receberam números. O Número Um, apropriadamente, abrangia a região de Samlot da Zona Noroeste (incluindo a província de Battambang), onde a insurreição contra Sihanouk eclodiu no início de 1967. Com esta exceção, os damban parecem ter sido numerados arbitrariamente. 
Os damban foram divididos em distritos (ស្រុក srok), comunas (ឃុំ khum) e aldeias (ភូមិ phum), este último geralmente contendo várias centenas de pessoas. Este padrão era aproximadamente semelhante ao que existia sob Sihanouk e na República Khmer, mas os habitantes das aldeias eram organizados em grupos (ក្រុម krom) composto por dez a quinze famílias. Em cada nível, a administração era dirigida por um comitê de três pessoas (kanak, ou kena). 
Os membros do CPK ocuparam cargos de comissão nos níveis mais elevados. Os comités subdistritais e de aldeia eram frequentemente compostos por camponeses pobres locais e, muito raramente, por "pessoas novas". Cooperativas (សហករណ៍ sahakor), semelhante em área jurisdicional ao khum, assumiu responsabilidades de governo local em algumas áreas. 

## Organização do Kampuchea Democrático

A bandeira do Partido Comunista do Kampuchea (CPK), o braço político do Khmer Vermelho

Em janeiro de 1976, o Partido Comunista do Kampuchea (CPK) promulgou a Constituição do Kampuchea Democrático. A Constituição previa que uma Assembleia Representativa do Povo Kampucheano (KPRA) fosse eleita por voto secreto em eleições gerais diretas e um Presidium do Estado a ser selecionado e nomeado de cinco em cinco anos pelo KPRA. O KPRA reuniu-se apenas uma vez, uma sessão de três dias em Abril de 1976. No entanto, os membros do KPRA nunca foram eleitos, uma vez que o Comité Central do CPK nomeou o presidente e outros altos funcionários tanto para ele como para o Presidium do Estado. Foram discutidos planos para eleições de membros, mas os 250 membros do KPRA foram de facto nomeados pelo escalão superior do CPK. 
Todo o poder pertencia ao Comité Permanente do CPK, cujos membros incluíam o Secretário e Primeiro Ministro Pol Pot, o seu Vice-Secretário Nuon Chea e sete outros. Era conhecido também como o "Centro", a "Organização" ou "Angkar", e o seu trabalho diário era realizado a partir do Escritório 870 em Phnom Penh. Durante quase dois anos após a aquisição, o Khmer Vermelho continuou a referir-se a si mesmo simplesmente como Angkar. Foi apenas num discurso de março de 1977 que Pol Pot revelou a existência do CPK. Foi também nessa altura que foi confirmado que Pol Pot era a mesma pessoa que Saloth Sar, há muito citado como secretário-geral do CPK. 

### Administrativo

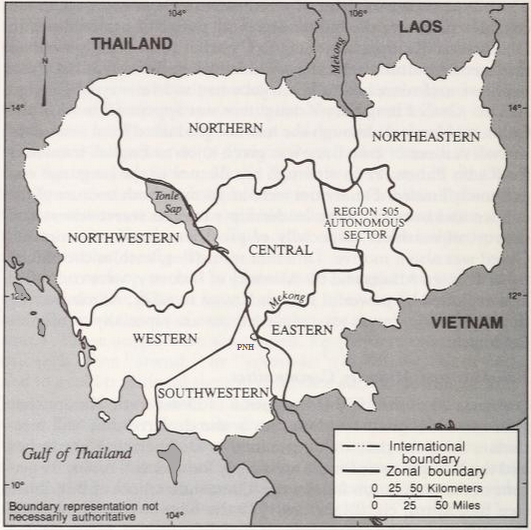
Zonas administrativas do Kampuchea Democrático

O governo do Khmer Vermelho acabou com todas as antigas divisões administrativas tradicionais do Camboja. Em vez de províncias, o Kampuchea Democrático foi dividido em zonas geográficas, derivadas de divisões estabelecidas pelo Khmer Vermelho quando lutaram contra a malfadada República Khmer liderada pelo General Lon Nol.  Havia sete zonas, nomeadamente o Noroeste, o Norte, o Nordeste, o Leste, o Sudoeste, o Oeste e o centro, mais duas Regiões Especiais, ou seja, a Região Especial de Kratie no 505 e (antes de meados de 1977) a Região Especial de Siemreap N° 106. 
As regiões foram subdivididas em áreas menores ou tâmbán. Estes eram conhecidos por números, atribuídos sem um padrão aparentemente coerente. As aldeias também foram subdivididas em "grupos" (ក្រុម krŏm) de 15 a 20 famílias lideradas por um líder de grupo (មេក្រុម mé krŏm).

### Jurídico
O Khmer Vermelho destruiu as estruturas legais e judiciais da República Khmer. Não havia tribunais, juízes, leis ou julgamentos no Kampuchea Democrático. Os “tribunais populares” estipulados no Artigo 9 da Constituição nunca foram criados. As antigas estruturas legais foram substituídas por centros de reeducação, interrogatório e segurança onde antigos funcionários e apoiantes da República Khmer, bem como outros, foram detidos e executados. 

### Militares

O roundel do Camboja (1976-1979)

Após o estabelecimento do Kampuchea Democrático, a força KPNLAF (Forças Armadas de Libertação Nacional do Povo Khmer), de 68.000 membros dominada pelo Khmer Vermelho, que completou a conquista de Phnom Penh, no Camboja, em abril de 1975, foi renomeada como RAK (Exército Revolucionário do Kampuchea). Este nome remonta à revolta camponesa que eclodiu no distrito de Samlout, na província de Battambang, em 1967. Sob seu comandante de longa data e então Ministro da Defesa, Son Sen, o RAK tinha 230 batalhões em 35 a 40 regimentos e em 12 a 14 brigadas. A estrutura de comando nas unidades baseava-se em comitês de três pessoas, nos quais o comissário político tinha uma posição superior ao comandante militar e seu vice. 
O Camboja foi dividido em zonas e setores especiais pelo RAK, cujos limites mudaram ligeiramente ao longo dos anos. Nestas áreas, a primeira tarefa do RAK foi a execução peremptória de antigos oficiais das Forças Armadas Nacionais Khmer (FANK) e das suas famílias, sem julgamento ou alarde, para eliminar os inimigos do KR. A prioridade seguinte do RAK era consolidar num exército nacional as forças separadas que operavam de forma mais ou menos autónoma nas diversas zonas. As unidades do Khmer Vermelho eram comandadas por secretários zonais que eram simultaneamente oficiais do partido e militares, alguns dos quais teriam manifestado "características de senhores da guerra". 
As tropas de uma zona eram frequentemente enviadas para outra zona para impor a disciplina. Estes esforços para disciplinar os secretários zonais e os seus quadros dissidentes ou ideologicamente impuros deram origem às purgas que dizimariam as fileiras do RAK, minariam o moral do exército vitorioso e gerariam as sementes da rebelião.  Desta forma, o KR utilizou o RAK para sustentar e alimentar a sua campanha violenta.

## Sociedade sob o Kampuchea Democrático
Segundo Pol Pot, o Camboja era composto por quatro classes: camponeses, proletariado, burguesia e feudais. A sociedade pós-revolucionária, conforme definida pela Constituição do Kampuchea Democrático de 1976, consistia de trabalhadores, camponeses e "todos os outros trabalhadores do Kampuchea". Não foi feita qualquer concessão a uma fase de transição, como a da Nova Democracia da China, em que os proprietários "patrióticos" ou os elementos burgueses foram autorizados a desempenhar um papel na construção socialista. 
Sihanouk escreve que em 1975 ele, Khieu Samphan, e Khieu Thirith foram visitar Zhou Enlai, que estava gravemente doente. Zhou advertiu-os para não tentarem alcançar o comunismo num único passo, como a China tinha tentado no final da década de 1950 com o Grande Salto em Frente . Khieu Samphan e Khieu Thirith "apenas sorriram um sorriso incrédulo e superior".  Khieu Samphan e Son Sen vangloriaram-se mais tarde a Sihanouk de que "seremos a primeira nação a criar uma sociedade completamente comunista sem perder tempo em etapas intermediárias". 
Embora as condições variassem de região para região, uma situação que era, em parte, um reflexo das divisões faccionais que ainda existiam dentro do PCK durante a década de 1970, o testemunho dos refugiados revela que a divisão social mais saliente estava entre as "novas pessoas" politicamente suspeitas e ", os expulsos das cidades após a vitória comunista, e os "velhos" mais confiáveis, os camponeses que permaneceram no campo.
A classe trabalhadora foi um factor insignificante devido à evacuação das áreas urbanas e à paralisação da maioria das poucas fábricas do país. O único grupo importante da classe trabalhadora no Camboja pré-revolucionário – trabalhadores em grandes plantações de borracha – era tradicionalmente constituído maioritariamente por imigrantes vietnamitas e, portanto, era politicamente suspeito.
O número de pessoas, incluindo refugiados, que viviam nas áreas urbanas às vésperas da vitória comunista era provavelmente um pouco superior a 3 milhões, de uma população total de cerca de 8 milhões. Como mencionado, apesar das suas origens rurais, os refugiados eram considerados "novas pessoas" - isto é, pessoas antipáticas ao Kampuchea Democrático. Alguns, sem dúvida, passaram por “idosos” depois de regressarem às suas aldeias nativas, mas o Khmer Vermelho parece ter sido extremamente vigilante no registo e acompanhamento dos movimentos das famílias e dos indivíduos. 
A unidade mais baixa de controle social, o krom (grupo), consistia de dez a quinze famílias nucleares cujas atividades eram supervisionadas de perto por um comitê de três pessoas. O presidente do comitê foi escolhido pelo CPK. Esta liderança de base foi obrigada a registar a origem social de cada família sob a sua jurisdição e a reportá-la às pessoas de nível superior na hierarquia do Angkar. O número de “novas pessoas” pode inicialmente ter chegado a 2,5 milhões. 
As “novas pessoas” foram tratadas como trabalhadores forçados. Eles eram constantemente deslocados, eram forçados a realizar o trabalho físico mais pesado e trabalhavam nas partes mais inóspitas e febris do país, como florestas, áreas montanhosas e pântanos. As “novas pessoas” eram segregadas das “velhas”, desfrutavam de pouca ou nenhuma privacidade e recebiam as menores rações de arroz. Quando o país sofreu escassez de alimentos em 1977, o “novo povo” foi o que mais sofreu. 
Os cuidados médicos disponíveis para eles eram primitivos ou inexistentes. Muitas vezes as famílias eram separadas porque as pessoas eram divididas em brigadas de trabalho de acordo com a idade e o sexo e enviadas para diferentes partes do país.  “Novas pessoas” foram submetidas a uma doutrinação política interminável e puderam ser executadas sem julgamento. 
A situação dos “velhos” sob o domínio do Khmer Vermelho era mais ambígua. As entrevistas com refugiados revelam casos em que os aldeões foram tratados tão duramente como as “novas pessoas”, suportando trabalhos forçados, doutrinação, separação das crianças dos pais e execuções; no entanto, eles geralmente eram autorizados a permanecer em suas aldeias nativas. 
Devido ao seu antigo ressentimento contra as elites urbanas e rurais, muitos dos camponeses mais pobres provavelmente simpatizavam com os objetivos do Khmer Vermelho. No início da década de 1980, jornalistas ocidentais visitantes descobriram que a questão do apoio dos camponeses ao Khmer Vermelho era um assunto extremamente delicado que os funcionários da República Popular do Kampuchea não estavam inclinados a discutir.
Embora a Zona Sudoeste fosse um centro de poder original do Khmer Vermelho e os quadros a administrassem com disciplina estrita, as execuções aleatórias eram relativamente raras e as "novas pessoas" não eram perseguidas se tivessem uma atitude cooperativa. Na Zona Oeste e na Zona Noroeste as condições eram duras. A fome era geral nesta última zona porque os quadros enviavam arroz para Phnom Penh em vez de o distribuir à população local. Na Zona Norte e na Zona Centro parece ter havido mais execuções do que vítimas de fome.  Surgiram poucas informações fiáveis sobre as condições na Zona Nordeste, uma das partes mais isoladas do Camboja.
Superficialmente, a sociedade no Kampuchea Democrático era estritamente igualitária. A língua quemer, como muitas outras no Sudeste Asiático, tem um sistema complexo de usos para definir a posição e o status social dos falantes. Esses usos foram abandonados e as pessoas foram proibidas de falar qualquer idioma que não fosse o quemer. Foram introduzidos neologismos e o vocabulário cotidiano foi alterado para encorajar uma mentalidade mais coletivista. As pessoas foram encorajadas a chamar umas às outras de "amigas" ou "camaradas" (em Khmer, មតដ mitt) e evitar sinais tradicionais de deferência, como curvar-se ou cruzar as mãos em saudação. Eles também foram incentivados a falar sobre si mesmos no plural “nós” em vez do singular “eu”.  Aspectos da vida na República Khmer, como arte, televisão, correio, livros, filmes, música e veículos pessoais, foram proibidos. 
A linguagem foi transformada de outras maneiras. O Khmer Vermelho inventou novos termos. Foi dito às pessoas que elas deveriam "forjar" (លត់ដំ lot dam) um novo caráter revolucionário, que eram os "instrumentos" (ឧបករណ៍ opokar) do Angkar, e aquela nostalgia dos tempos pré-revolucionários (ឈឺសតិអារម្មណ៍ chheu satek arom, ou "doença da memória") poderia resultar no recebimento do "convite" de Angkar para serem desindustrializados e viverem num campo de concentração. 
Apesar do compromisso ideológico com a igualdade radical, os membros do CPK, os líderes locais de origem camponesa pobre que colaboraram com Angkar e as forças armadas constituíam uma elite claramente reconhecível. Eles tinham um padrão de vida mais elevado e recebiam privilégios especiais não usufruídos pelo resto da população. Os refugiados concordam que, mesmo em tempos de grave escassez de alimentos, os membros da elite popular tinham abastecimentos de alimentos adequados, se não luxuosos.  Um refugiado escreveu que “novas casas de bambu” foram construídas para os quadros do Khmer Vermelho ao longo do rio em Phnom Penh. Os membros do Comité Central podiam ir à China para tratamento médico,  e os mais altos escalões do partido tinham acesso a produtos de luxo importados. 
Eles também tinham uma tendência ao nepotismo semelhante à elite da era Sihanouk. A esposa de Pol Pot, Khieu Ponnary, era chefe da Associação de Mulheres Khmer Democráticas e sua irmã mais nova, Khieu Thirith, atuava como ministra da ação social. Estas duas mulheres foram consideradas entre a meia dúzia de personalidades mais poderosas do Kampuchea Democrático. A esposa de Son Sen, Yun Yat, serviu como ministra da cultura, educação e aprendizagem. 
Vários sobrinhos e sobrinhas de Pol Pot conseguiram empregos no Ministério das Relações Exteriores. Uma das filhas de Ieng Sary foi nomeada chefe do Hospital Calmette, embora não tivesse concluído o ensino secundário. Uma sobrinha de Ieng Sary conseguiu um emprego como tradutora de inglês para a Rádio Phnom Penh, embora sua fluência no idioma fosse relativa.
Os laços familiares eram importantes, tanto por causa da cultura como pelo intenso sigilo e desconfiança da liderança em relação aos estrangeiros, especialmente aos comunistas pró-vietnamitas. Diferentes ministérios, como o Ministério dos Negócios Estrangeiros e o Ministério da Indústria, foram controlados e explorados por poderosas famílias do Khmer Vermelho. A administração do corpo diplomático era considerada um feudo especialmente lucrativo.
De acordo com Craig Etcheson, uma autoridade no Kampuchea Democrático, os membros do exército revolucionário viviam em colônias independentes e tinham um "ethos distinto de casta guerreira". As unidades das forças armadas pessoalmente leais a Pol Pot, conhecidas como "Divisões Incondicionais", eram um grupo privilegiado dentro das forças armadas. 
O regime do Khmer Vermelho também foi caracterizado pelo "puritanismo totalitário", com qualquer sexo antes do casamento sendo punível com a morte em muitas cooperativas e zonas. 

### Educação
O Khmer Vermelho considerava a educação tradicional com total hostilidade. Após a queda de Phnom Penh, executaram milhares de professores. Aqueles que tinham sido educadores antes de 1975 sobreviveram escondendo as suas identidades. 
Além de ensinar competências matemáticas básicas e alfabetização, o principal objetivo do novo sistema educativo era incutir valores revolucionários nos jovens. Para um regime em guerra com a maioria dos valores tradicionais do Camboja, isto significava que era necessário criar um fosso entre os valores dos jovens e os valores dos idosos não revolucionários. 
O regime recrutou crianças para espionar adultos. A flexibilidade da geração mais jovem fez deles, nas palavras de Angkar, o “instrumento ditatorial do partido”.  Em 1962, os comunistas criaram uma organização secreta especial, a Liga da Juventude Democrática, que, no início da década de 1970, mudou o seu nome para Liga da Juventude Comunista do Kampuchea. Pol Pot considerava os ex-alunos da Liga Juvenil como seus apoiadores mais leais e confiáveis e os usou para obter o controle do aparato central e regional do CPK. O poderoso Khieu Thirith, Ministro da Ação Social, foi responsável pela direção do movimento juvenil. 
Jovens quadros experientes, muitos deles com pouco mais de doze anos de idade, foram cúmplices entusiastas de algumas das piores atrocidades do regime. Sihanouk, que foi mantido em prisão domiciliar virtual em Phnom Penh entre 1976 e 1978, escreveu em War and Hope que seus jovens guardas, separados de suas famílias e recebendo uma doutrinação completa, foram encorajados a praticar jogos cruéis envolvendo a tortura de animais. Tendo perdido pais, irmãos e amigos na guerra e carecendo dos valores budistas dos mais velhos, a juventude do Khmer Vermelho também carecia das inibições que teriam diminuído o seu zelo pelo terror revolucionário. 

### Saúde
As instalações de saúde nos anos de 1975 a 1978 eram terrivelmente pobres. Muitos médicos foram executados ou proibidos de exercer a profissão. Parece que o partido e a elite das forças armadas tinham acesso à medicina ocidental e a um sistema de hospitais que ofereciam tratamento razoável, mas esperava-se que as pessoas comuns, especialmente as "novas pessoas", usassem plantas tradicionais e remédios fitoterápicos de utilidade discutível. . Alguns trocaram as suas rações de arroz e bens pessoais para obter aspirina e outras drogas simples. 

### Religião
O Artigo 20 da Constituição do Kampuchea Democrático de 1976 garantia a liberdade religiosa, mas também declarava que "todas as religiões reacionárias que sejam prejudiciais ao Kampuchea Democrático e ao povo do Kampuchea são estritamente proibidas". Cerca de 85 por cento da população seguiu a escola Theravada do Budismo. Os 40.000 a 60.000 monges budistas do país, considerados pelo regime como parasitas sociais, foram destituídos e forçados a trabalhar em cooperativas rurais e em projetos de irrigação. 
Muitos monges foram executados; templos e pagodes foram destruídos  ou transformados em armazéns. Imagens do Buda foram desfiguradas e jogadas em rios e lagos. Pessoas que eram descobertas orando ou expressando sentimentos religiosos eram frequentemente mortas. As comunidades cristã e muçulmana também foram ainda mais perseguidas, visto que foram rotuladas como parte de uma esfera cosmopolita pró-Ocidente, prejudicando a cultura e a sociedade cambojanas.
A catedral católica romana de Phnom Penh foi completamente arrasada.  O Khmer Vermelho forçou os muçulmanos a comer carne de porco, o que consideram proibido (ḥarām). Muitos dos que recusaram foram mortos. O clero cristão e os imãs muçulmanos foram executados. Cento e trinta mesquitas Cham foram destruídas. 
Apesar de sua iconoclastia ideológica, muitos monumentos históricos não foram danificados pelo Khmer Vermelho;  para o governo de Pol Pot, tal como para os seus antecessores, o estado histórico de Angkor foi um ponto de referência fundamental. 

### Minorias étnicas
O Khmer Vermelho proibiu por decreto a existência de etnia chinesa, vietnamita, muçulmana Cham e 20 outras minorias, que no total constituíam 15% da população no início do governo do Khmer Vermelho. 
Dezenas de milhares de vietnamitas foram violadas, mutiladas e assassinadas em massacres organizados pelo regime. A maioria dos sobreviventes fugiu para o Vietnã.
Os Cham, uma minoria muçulmana descendentes de migrantes do antigo estado de Champá, foram forçados a adotar a língua e os costumes Khmer. Suas comunidades, que tradicionalmente existiam separadas das aldeias Khmer, foram desmembradas. Quarenta mil Cham foram mortos apenas em dois distritos da província de Kampong Cham. As minorias tailandesas que viviam perto da fronteira com a Tailândia também foram perseguidas.
A situação dos cambojanos chineses foi descrita como "o pior desastre que já aconteceu a qualquer comunidade étnica chinesa no Sudeste Asiático".  Cambojanos de ascendência chinesa foram massacrados pelo Khmer Vermelho sob a justificativa de que "usavam para explorar o povo cambojano".  Os chineses eram estereotipados como comerciantes e agiotas e, portanto, associados ao capitalismo. Entre os Khmer, os chineses também eram ressentidos por sua cor de pele mais clara e pelas diferenças culturais.  Centenas de famílias chinesas foram detidas em 1978 e informadas de que seriam reassentadas, mas na verdade foram executadas. 
No início do governo do Khmer Vermelho em 1975, havia 425 mil chineses étnicos no Camboja. No final de 1979, havia 200.000. Além de serem um grupo étnico proscrito pelo governo, os chineses eram predominantemente moradores de cidades, o que os tornava vulneráveis ao ruralismo revolucionário do Khmer Vermelho.  O governo da República Popular da China não protestou contra os assassinatos de pessoas de etnia chinesa no Camboja.  As políticas do Khmer Vermelho em relação aos sino-cambojanos parecem intrigantes à luz do facto de que as duas pessoas mais poderosas do regime e presumivelmente os criadores da doutrina racista, Pol Pot e Nuon Chea, ambos tinham ascendência mista sino-cambojana. Outras figuras importantes do aparelho estatal do Khmer Vermelho, como Son Sen e Ta Mok, também tinham herança étnica chinesa.
No final da década de 1980, pouco se sabia sobre as políticas do Khmer Vermelho em relação aos povos tribais do nordeste, o Khmer Loeu. Pol Pot estabeleceu uma base insurgente nas áreas tribais da província de Ratanakiri no início da década de 1960 e pode ter tido seguidores substanciais do Khmer Loeu. Povos predominantemente animistas, com poucos laços com a cultura budista dos Khmers das terras baixas, os Khmer Loeu ressentiram-se das tentativas de Sihanouk de "civilizá-los".
Houve também altas taxas de violência sexual durante o regime. 

## Terror

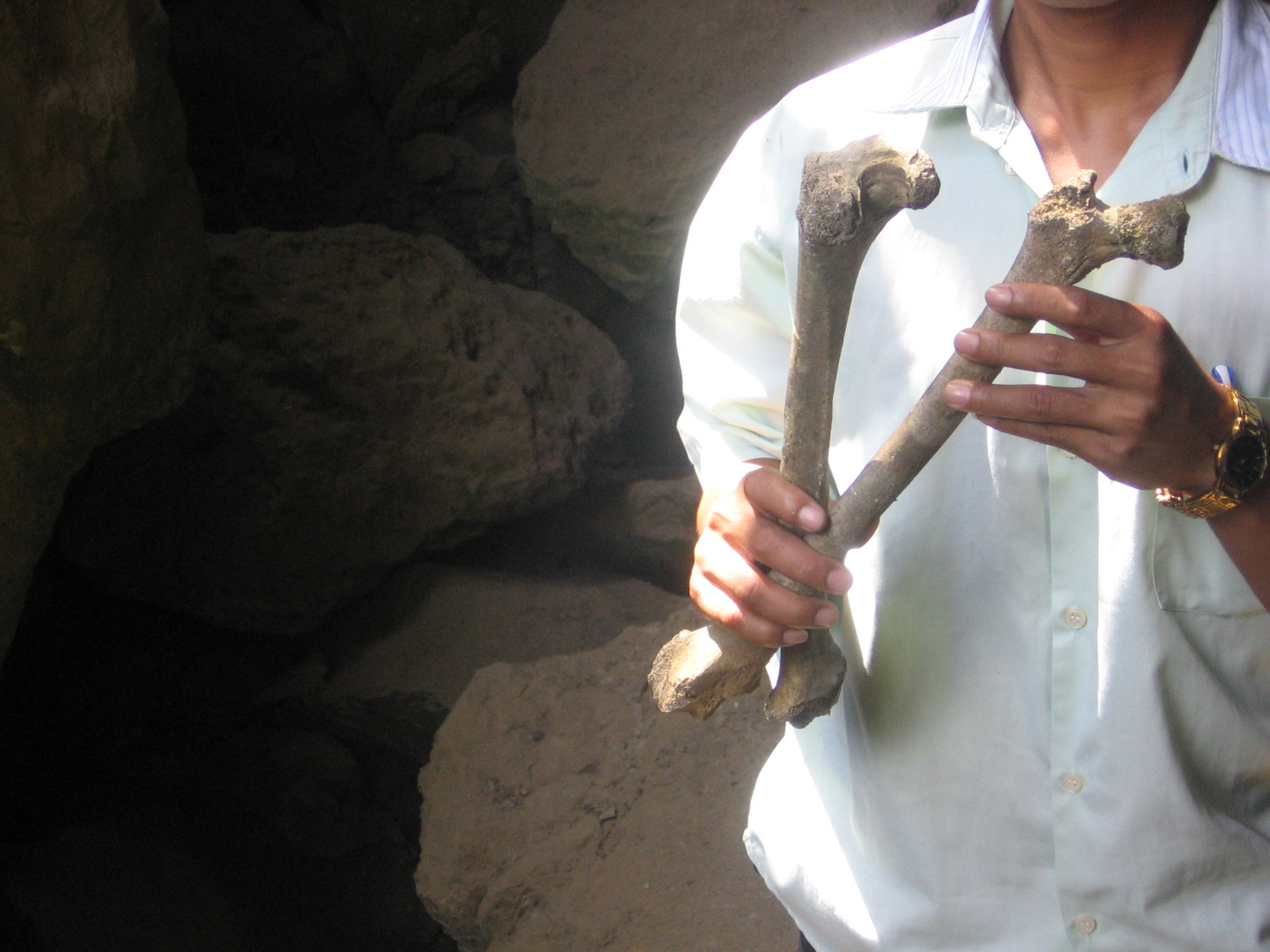
Restos mortais de vítimas do Khmer Vermelho na Caverna Kampong Trach, Kiry Seila Hills, Rung Tik (Caverna da Água) ou Rung Khmao (Caverna Morta).

Um aparelho de segurança chamado Santebal fazia parte da estrutura organizacional do Khmer Vermelho muito antes de 17 de Abril de 1975, quando o Khmer Vermelho assumiu o controlo do Camboja. Son Sen,  mais tarde vice-primeiro-ministro da Defesa do Kampuchea Democrático, estava encarregado do Santebal e, nessa qualidade, nomeou Kang Kek lew (camarada Duch) para dirigir o seu aparato de segurança. Quando o Khmer Vermelho assumiu o poder em 1975, Duch mudou o seu quartel-general para Phnom Penh e reportou directamente a Son Sen. Nessa altura, uma pequena capela na capital era usada para encarcerar os prisioneiros do regime, que totalizavam menos de duzentos. Em maio de 1976, Duch mudou sua sede para seu local definitivo, uma antiga escola secundária conhecida como Tuol Sleng, que podia abrigar até 1.500 prisioneiros. 
O governo do Khmer Vermelho prendeu, torturou e eventualmente executou qualquer pessoa suspeita de pertencer a diversas categorias de supostos “inimigos”: 
- Qualquer pessoa com ligações ao governo anterior ou a governos estrangeiros.
- Profissionais e intelectuais — na prática, isso incluía quase todas as pessoas com educação, pessoas que entendiam uma língua estrangeira e até mesmo pessoas que precisavam de óculos. [54] No entanto, ironicamente, o próprio Pol Pot era um homem com formação universitária (embora tivesse abandonado os estudos), com gosto pela literatura francesa e também era um falante fluente de francês. Muitos artistas, incluindo músicos, escritores e cineastas, foram executados. Alguns como Ros Sereysothea, Pen Ran e Sinn Sisamouth ganharam fama póstuma por seus talentos e ainda hoje são populares entre os Khmers.
- Os vietnamitas étnicos, os chineses étnicos, os tailandeses étnicos e outras minorias nas Terras Altas Orientais, os cristãos cambojanos (a maioria dos quais eram católicos, e a Igreja Católica em geral), os muçulmanos e os monges budistas.
- “Sabotadores econômicos”: muitos dos antigos habitantes urbanos (que, para começar, não tinham morrido de fome) foram considerados culpados em virtude da sua falta de capacidade agrícola.

Durante a década de 1970, e especialmente depois de meados de 1975, o partido também foi abalado por lutas entre facções. Houve até tentativas armadas para derrubar Pol Pot. Os expurgos resultantes atingiram o auge em 1977 e 1978, quando milhares de pessoas, incluindo alguns líderes importantes do PCC, foram executados. 
Hoje, exemplos dos métodos de tortura utilizados pelo Khmer Vermelho podem ser vistos no Museu do Genocídio Tuol Sleng. O museu ocupa o antigo terreno de uma escola secundária transformada em campo de prisioneiros, administrada pelo camarada Duch. 

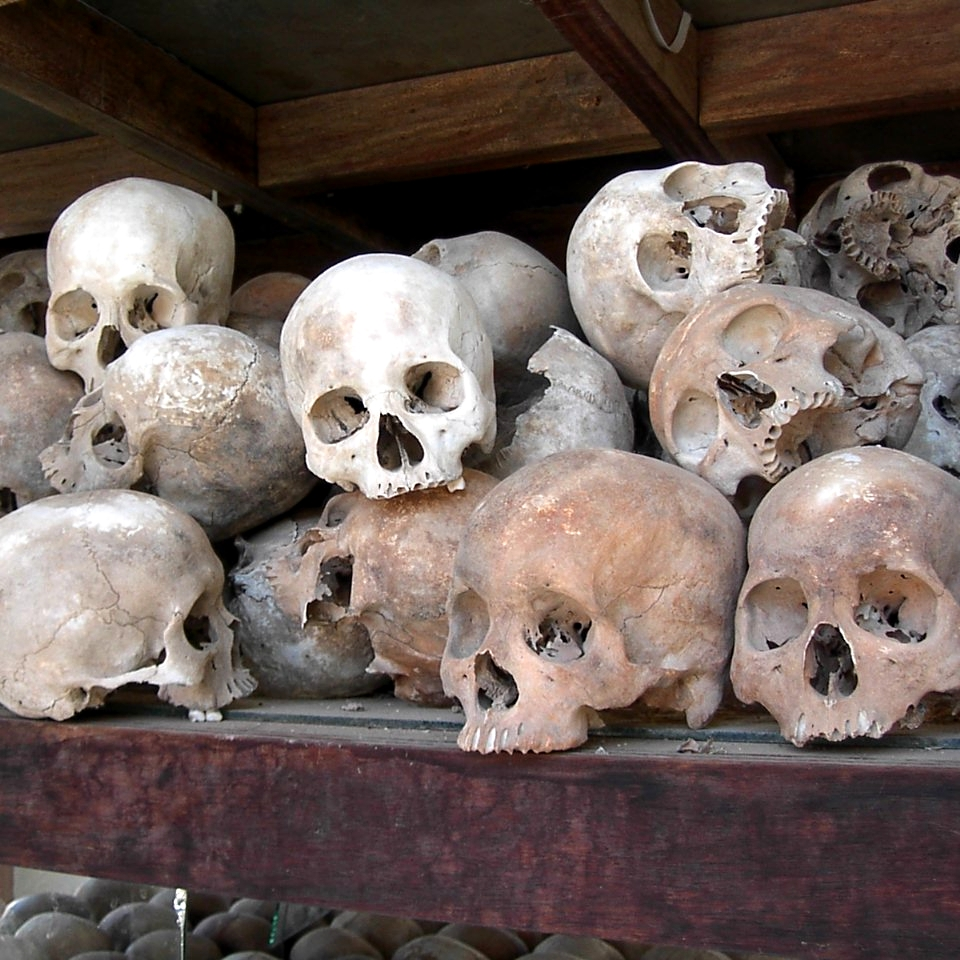
Crânios de vítimas do genocídio

O sistema de tortura em Tuol Sleng foi concebido para fazer os prisioneiros confessarem quaisquer crimes de que foram acusados pelos seus captores. Nas suas confissões, os prisioneiros foram convidados a descrever os seus antecedentes pessoais. Se fossem membros do partido, tinham de dizer quando aderiram à revolução e descrever as suas atribuições de trabalho em DK. Em seguida, os prisioneiros relatariam suas supostas atividades traiçoeiras em ordem cronológica. A terceira seção do texto da confissão descrevia as conspirações frustradas dos prisioneiros e supostas conversas traiçoeiras. No final, as confissões listariam uma série de traidores que eram amigos, colegas ou conhecidos dos prisioneiros. Algumas listas continham mais de cem nomes. As pessoas cujos nomes constavam da lista de confissões eram frequentemente chamadas para interrogatório.  As confissões típicas continham milhares de palavras nas quais o prisioneiro entrelaçava acontecimentos verdadeiros das suas vidas com relatos imaginários das suas atividades de espionagem para a CIA, o KGB ou o Vietnã.  
Dezessete mil pessoas passaram pela Prisão de Segurança 21 (hoje Museu do Genocídio Tuol Sleng),  antes de serem levadas para locais (também conhecidos como Campos da Morte), fora de Phnom Penh, como Choeung Ek, onde a maioria foi executada (muitas vezes com picaretas, para guardar balas)  e enterrados em valas comuns. Dos milhares que entraram em Tuol Sleng, sabe-se que apenas doze sobreviveram.

### Explicando a violência

#### Violência como ação coletiva

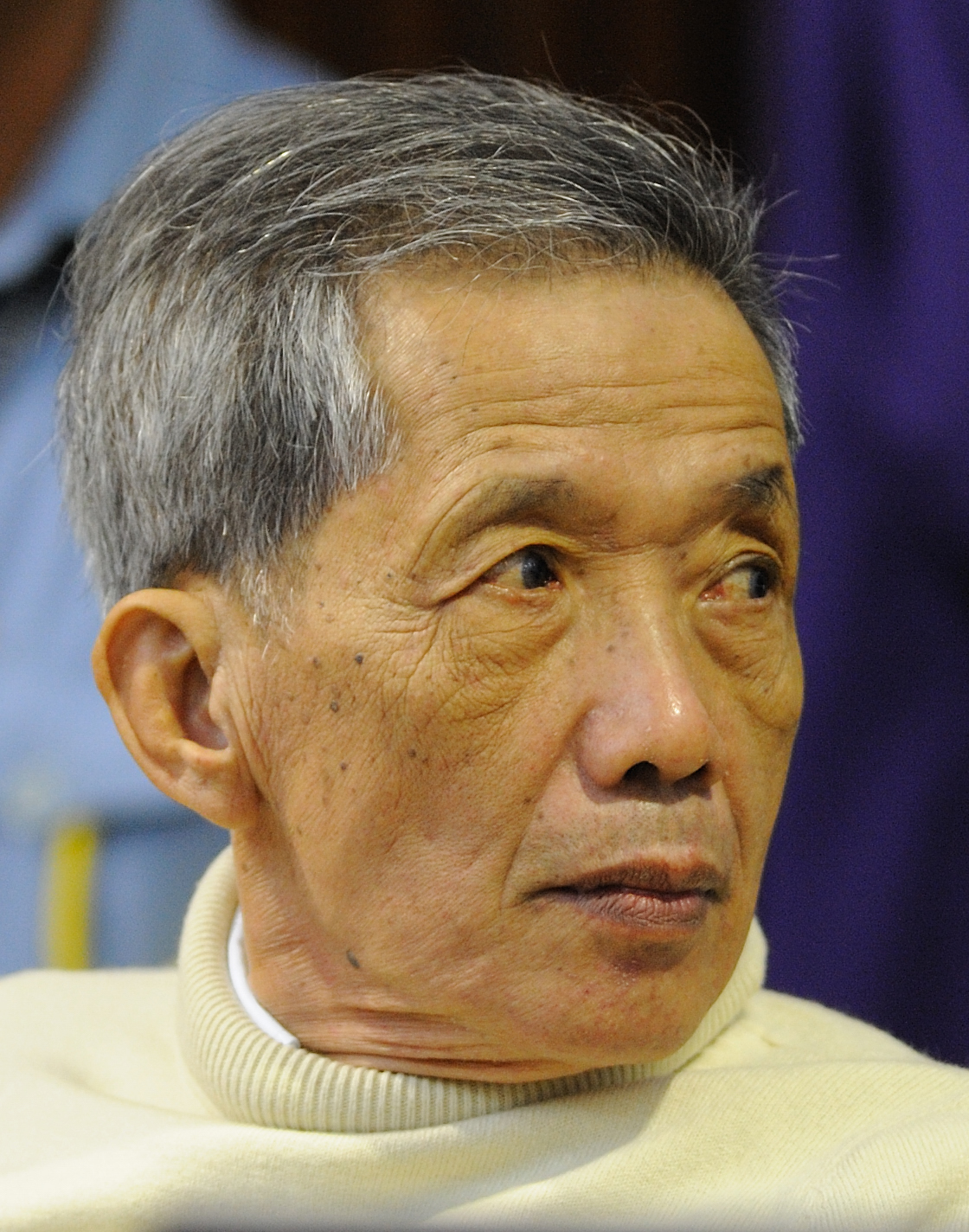
Kang Kek Iew (Kaing Guek Eav ou Duch) perante as Câmaras Extraordinárias dos Tribunais do Camboja

Embora o contexto histórico e os fundamentos ideológicos do regime do Quirguistão forneçam razões para a ocorrência do genocídio cambojano, devem ser encontradas mais explicações para a violência generalizada levada a cabo pelos cambojanos contra os cambojanos. O projecto de investigação do antropólogo Alexander Hinton para entrevistar os perpetradores da violência durante o regime do Quirguistão lança alguma luz sobre a questão da violência colectiva. A análise de Hinton das iniciativas de cima para baixo mostra que os perpetradores no KR foram motivados a matar porque os líderes do KR foram efectivamente capazes de “localizar as suas ideologias” para apelar aos seus seguidores. 
Especificamente, Hinton falou sobre dois palimpsestos ideológicos que o KR utilizou. Primeiro, o KR aproveitou a noção Khmer de vingança desproporcional para motivar um equivalente ressonante – a raiva de classe contra os opressores anteriores.  Hinton usa o exemplo da vingança no contexto cambojano para ilustrar quão estreitamente a violência pode estar ligada e explicada pela noção budista de carma, que dita que existe um ciclo de causa e efeito no qual as ações passadas de uma pessoa afetarão a sua vida futura. 
Em seguida, a liderança do KR baseou-se em noções locais de poder e patrocínio em relação à política mandala de Wolters para estabelecer a sua autoridade como um centro potente.  Ao fazê-lo, o KR aumentou a suspeita e a instabilidade inerentes a tais redes de clientelismo, preparando o terreno para a desconfiança e a competição nas quais se basearam as purgas políticas.

#### Violência como ação individual
Depois de estabelecer o contexto histórico e ideológico como pano de fundo, Hinton investiga mais profundamente as complexidades da motivação dos perpetradores através da utilização de análises a nível macro e micro para descobrir como a ideologia está ligada a processos psicoculturais. Sob o KR, a invasão da esfera pública naquilo que antes era espaço privado gerava interações constantes em nível de grupo. Nestes espaços, modelos culturais como a face, a vergonha e a honra foram adaptados às noções de estatuto social do KR e ligados à consciência revolucionária. 
Assim, os indivíduos eram julgados e o seu estatuto social baseava-se nestas concepções de hierarquia adaptadas do KR, que eram predominantemente de natureza política. Neste quadro, o KR construiu categorias essencializadas de identidade que cristalizaram a diferença e inscreveram essas diferenças nos corpos das vítimas, fornecendo a lógica e o ímpeto para a violência. Para salvar a face e preservar o estatuto social dentro da hierarquia do KR, Hinton argumenta que, primeiro, a violência foi praticada pelos quadros para evitar vergonha ou perda de prestígio; e em segundo lugar, que os quadros envergonhados poderiam restaurar a sua face através da perpetração de violência.  Ao nível dos indivíduos, a necessidade de aprovação social e de pertença a uma comunidade, mesmo tão distorcida como o KR, contribuiu para a obediência, motivando a violência no Camboja.

## Economia
A política económica do Kampuchea Democrático foi semelhante, e possivelmente inspirada, pelo radical Grande Salto Adiante da China, que levou a cabo a coletivização imediata do campo chinês em 1958.  Durante o início da década de 1970, o Khmer Vermelho estabeleceu "grupos de assistência mútua" nas áreas que ocupavam.
Depois de 1973, estas foram organizadas em “cooperativas de baixo nível”, nas quais a terra e os instrumentos agrícolas eram emprestados pelos camponeses à comunidade, mas permaneciam como propriedade privada. As “cooperativas de alto nível”, nas quais a propriedade privada foi abolida e a colheita passou a ser propriedade coletiva dos camponeses, surgiram em 1974. As "comunidades", introduzidas no início de 1976, eram uma forma mais avançada de cooperativa de alto nível na qual foram instituídas refeições comunitárias. Fazendas estatais também foram estabelecidas. 
Muito mais do que os comunistas chineses, o Khmer Vermelho perseguiu o ideal de autossuficiência econômica, especificamente a versão que Khieu Samphan tinha delineado na sua tese de doutoramento de 1959. A moeda foi abolida e o comércio interno ou comércio só poderia ser conduzido por meio de escambo. O arroz, medido em latas, tornou-se o meio de troca mais importante, embora as pessoas também trocassem ouro, jóias e outros bens pessoais. 
O comércio exterior foi quase completamente interrompido, embora tenha havido uma recuperação limitada no final de 1976 e início de 1977. A China era o parceiro comercial mais importante, mas o comércio no valor de alguns milhões de dólares também foi realizado com a França, o Reino Unido e com os Estados Unidos através de um intermediário de Hong Kong. 
Da perspectiva do Khmer Vermelho, o país ficou livre da dominação económica estrangeira pela primeira vez nos seus 2.000 anos de história. Ao mobilizar o povo em brigadas de trabalho organizadas de forma militar, o Khmer Vermelho esperava libertar as forças produtivas das massas. 
Havia um componente “angkoriano” na política econômica. Esse antigo reino tornou-se rico e poderoso porque controlava extensos sistemas de irrigação que produziam excedentes de arroz. A agricultura no Camboja moderno dependia, em grande parte, das chuvas sazonais. 
Ao construir um sistema nacional de canais de irrigação, barragens e reservatórios, a liderança acreditava que seria possível produzir arroz durante todo o ano. Foram as “novas pessoas” que mais sofreram e se sacrificaram para concluir estes ambiciosos projetos. 
Embora o Khmer Vermelho tenha implementado uma política de "agricultura em primeiro lugar" para alcançar a autossuficiência, eles não eram, como argumentaram alguns observadores, primitivistas do "retorno à natureza". Embora a guerra de 1970-75 e a evacuação das cidades tenham destruído ou parado a maior parte da indústria, pequenos contingentes de trabalhadores foram autorizados a regressar às áreas urbanas para reabrir algumas fábricas. 
Tal como os seus homólogos chineses, os comunistas cambojanos tinham grande fé no poder inventivo e na aptidão técnica das massas, e publicavam constantemente relatórios sobre a adaptação de velhas peças mecânicas por parte dos camponeses a novos usos. Semelhante ao regime de Mao, que tentou, sem sucesso, construir uma nova indústria siderúrgica baseada em fornos de quintal durante o Grande Salto em Frente, o Khmer Vermelho procurou transferir a indústria para o campo. Significativamente, o selo do Kampuchea Democrático exibia não apenas feixes de arroz e comportas de irrigação, mas também uma fábrica com chaminés. 

## Relações exteriores

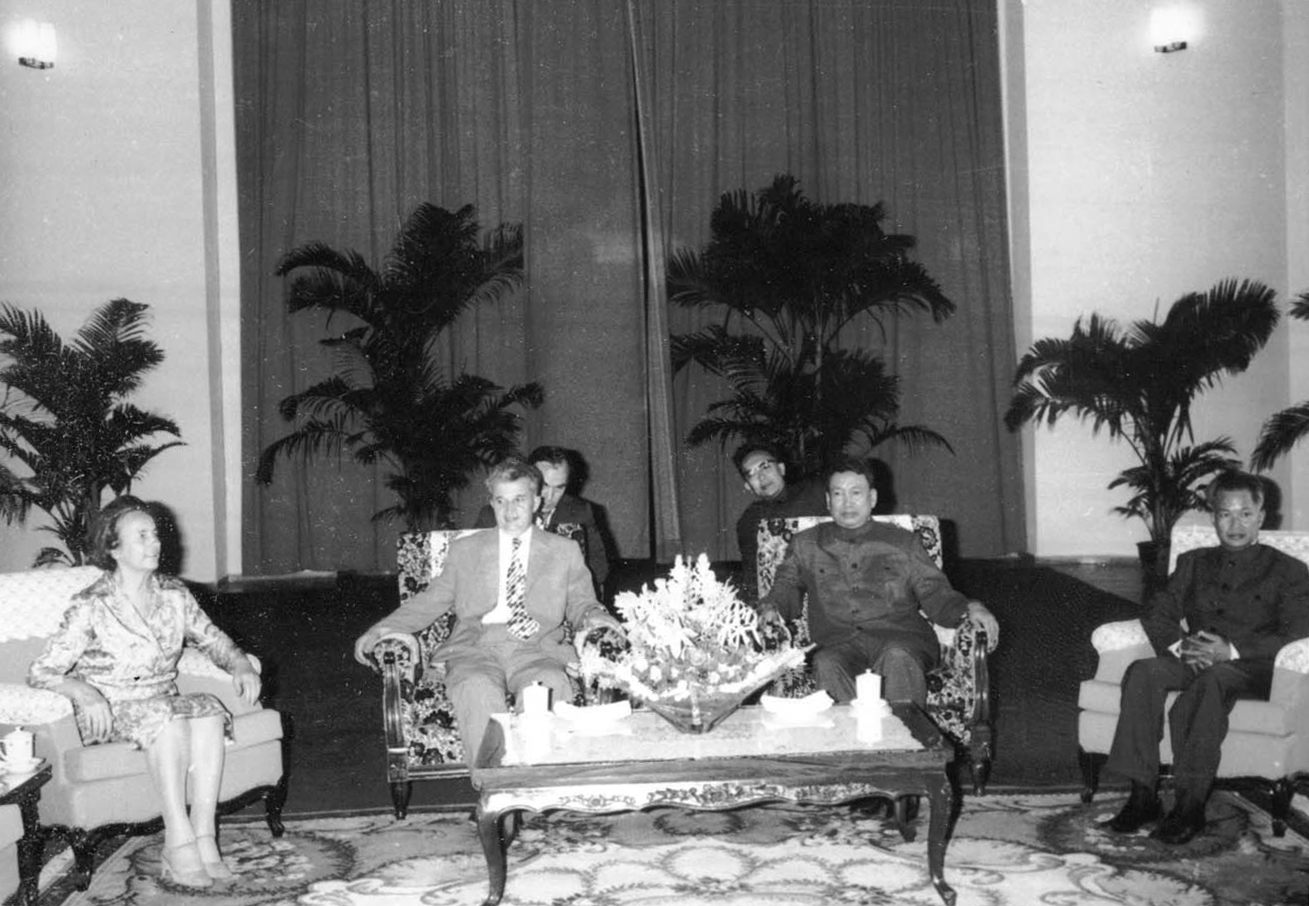
Pol Pot reunido com o líder marxista romeno Nicolae Ceaușescu durante a visita deste último ao Camboja em 1978

O regime do Kampuchea Democrático manteve laços estreitos com a China, o seu principal apoiante, e em menor grau com a Coreia do Norte. Em 1977, numa mensagem de felicitações aos camaradas cambojanos pelo 17º aniversário do PCK, Kim Jong-il felicitou o povo cambojano por ter “eliminado o grupo contrarrevolucionário de espiões que cometeram atividades subversivas e sabotagem”.
Ao tomar o poder, o Khmer Vermelho rejeitou tanto os estados ocidentais como a União Soviética como fontes de apoio.  Em vez disso, a China tornou-se o principal parceiro internacional do Camboja.  Com o Vietnã cada vez mais ao lado da União Soviética em relação à China, os chineses viam o governo de Pol Pot como um baluarte contra a influência vietnamita na Indochina.   Estima-se que pelo menos 90% da ajuda externa que o Khmer Vermelho recebeu veio da China, e só em 1975, pelo menos mil milhões de dólares em ajuda económica e militar sem juros vieram da China.    A relação entre os governos chinês e cambojano foi, no entanto, marcada por suspeitas mútuas e a China teve pouca influência nas políticas internas de Pol Pot.  Teve uma influência maior na política externa do Camboja, empurrando com sucesso o país a prosseguir a aproximação com a Tailândia e a abrir a comunicação com os EUA para combater a influência vietnamita na região.  Depois da morte de Mao, em setembro de 1976, Pol Pot elogiou-o e o Camboja declarou um período oficial de luto. [54] Em novembro de 1976, Pol Pot viajou secretamente para Pequim, buscando manter a aliança de seu país com a China depois que a Camarilha dos Quatro foi presa.  De Pequim, foi então levado numa viagem pela China, visitando locais associados a Mao e ao Partido Comunista Chinês. 
Embora o Kampuchea Democrático ocupasse a sede do Camboja na ONU e fosse reconhecido internacionalmente, apenas os seguintes países tinham embaixada no Camboja: Birmânia, Albânia, República Popular da China, Coreia do Norte, Cuba, Egito, Laos, Romênia, Vietnã e Iugoslávia.  O próprio Kampuchea Democrático, por outro lado, estabeleceu embaixadas em vários países: Albânia, Argélia, Arábia Saudita, República Popular da China, Coreia do Norte, Cuba, Egito, Romênia, Laos, Suécia, Tanzânia, URSS, Vietnã e Iugoslávia.  Os chineses foram o único país autorizado a manter a sua antiga embaixada em Phnom Penh.  Todos os outros diplomatas foram obrigados a viver em alojamentos designados no Boulevard Monivong. Esta rua foi bloqueada e os diplomatas não foram autorizados a sair sem escolta. A comida era trazida até eles e fornecida na única loja que permanecia aberta no país. 

## Ideologia

### Influências ideológicas
O Khmer Vermelho foi fortemente influenciado por Mao Tsé-Tung,  pelo Partido Comunista Francês e pelos escritos de Karl Marx e Vladimir Lenin , bem como pelas ideias de superioridade racial do Khmer.  Voltando-nos para as raízes da ideologia que guiou os intelectuais do KR por detrás da revolução, torna-se evidente que as raízes desse pensamento radical podem ser atribuídas a uma educação em França que iniciou muitos dos altos funcionários do KR no caminho de pensar que o comunismo exigia violência.  
As influências da Revolução Francesa levaram muitos dos que estudaram em Paris a acreditar que a teoria política marxista baseada na luta de classes poderia ser aplicada à causa nacional no Camboja.  A premissa da luta de classes lançou as sementes ideológicas para a violência e fez com que a violência parecesse ainda mais necessária para o sucesso da revolução. Além disso, como muitos dos principais funcionários do KR, como Pol Pot, Khieu Samphan e Kang Kek Iew (também conhecido como Duch) eram educadores e intelectuais, eles não conseguiram se conectar com as massas e foram alienados após seu retorno ao Camboja, ainda mais alimentando seu pensamento radical. 
Michael Vickery minimiza a importância das personalidades na explicação do fenômeno DK, observando que os líderes DK nunca foram considerados maus pelos contemporâneos do pré-guerra. Esta visão é contestada por alguns, incluindo Rithy Phan, que depois de entrevistar Duch, o chefe de Tuol Sleng, parece sugerir que Duch era um indivíduo temível que atacava e aproveitava as fraquezas dos outros. Em suma, o contexto histórico da guerra civil, juntamente com o fermento ideológico nos intelectuais cambojanos que regressaram de França, prepararam o terreno para a revolução do KR e para a violência que ela propagaria.  

### Operacionalizando a ideologia através da violência
O Khmer Vermelho estava determinado a transformar o país numa nação de camponeses na qual a corrupção e o "parasitismo" da vida urbana seriam completamente erradicados. A comunalização foi implementada colocando homens, mulheres e crianças para trabalhar nos campos, o que perturbou a vida familiar. O regime alegou ter “libertado” as mulheres através deste processo e segundo Zal Karkaria “parecia ter implementado a doutrina de Engels na sua forma mais pura: as mulheres produziam, portanto foram libertadas”. 
Sob a liderança de Pol Pot, as cidades foram esvaziadas, a religião organizada foi abolida e a propriedade privada, o dinheiro e os mercados foram eliminados.  Seguiu-se uma campanha de genocídio sem precedentes que levou à aniquilação de cerca de 25% da população do país, com grande parte das mortes motivadas pela ideologia do Khmer Vermelho, que pedia "vingança desproporcional" contra opressores ricos e poderosos.    As vítimas incluíam inimigos de classe como capitalistas ricos, profissionais, intelectuais, polícias e funcionários do governo (incluindo a maior parte da liderança de Lon Nol),  juntamente com minorias étnicas como chineses, vietnamitas, laosianos e chams. 
O regime do Khmer Vermelho foi um dos mais brutais registados na história, especialmente considerando o breve período em que governou o país. Com base em uma análise de valas comuns, o Programa de Mapeamento DC-Cam e a Universidade de Yale estimaram que o Khmer Vermelho executou mais de 1,38 milhão de pessoas.   Se forem contabilizadas as mortes por doenças e fome, cerca de 2,5 milhões de pessoas morreram como resultado do domínio do Khmer Vermelho.  Isto incluiu a maioria das populações minoritárias do país. Por exemplo, a população étnica vietnamita do país foi quase completamente exterminada; quase todos os vietnamitas étnicos que não fugiram imediatamente após a aquisição foram exterminados.

## Queda e consequências
Não satisfeitos em governar o Camboja, os líderes do KR também sonhavam em reviver o império Angkoriano de mil anos antes, que governava grandes partes do que hoje são a Tailândia e o Vietname. Isto envolveu o lançamento de ataques militares no sul do Vietnã, nos quais milhares de aldeões desarmados foram massacrados.
Imediatamente após a vitória do Khmer Vermelho em 1975, ocorreram escaramuças entre suas tropas e as forças vietnamitas. Muitos incidentes ocorreram em maio de 1975. Os cambojanos lançaram ataques nas ilhas vietnamitas de Phú Quốc e Thổ Chu, causando a morte de mais de 500 civis  e invadiram as províncias fronteiriças vietnamitas. No final de maio, mais ou menos na mesma época em que os Estados Unidos lançaram um ataque aéreo contra a refinaria de petróleo de Kompong Som, após o incidente de Mayagüez, as forças vietnamitas tomaram a ilha cambojana de Poulo Wai. De acordo com a República do Vietnã, Poulo Wai fazia parte do Vietnã desde o século XVIII e a ilha estava sob gestão administrativa cambojana em 1939, de acordo com as decisões dos colonos franceses. O Vietnã reconhece Poulo Wai como parte do Camboja desde 1976, e o reconhecimento é visto como um sinal de boa vontade do Vietname em preservar a sua relação com o Camboja. 

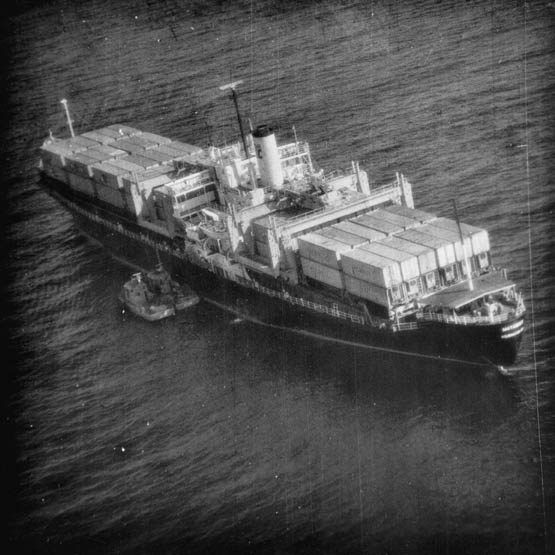
Foto de vigilância aérea mostrando duas canhoneiras do Khmer Vermelho durante a apreensão inicial do SS Mayaguez

No mês seguinte, Pol Pot, Nuon Chea e Ieng Sary viajaram secretamente para Hanói em maio, onde propuseram um Tratado de Amizade entre os dois países. No curto prazo, isto aliviou com sucesso as tensões.   Embora os vietnamitas tenham evacuado Poulo Wai em agosto, os incidentes continuaram ao longo da fronteira nordeste do Camboja. Por instigação do regime de Phnom Penh, milhares de vietnamitas também foram expulsos do Camboja. 
Em Maio, representantes cambojanos e vietnamitas reuniram-se em Phnom Penh para estabelecer uma comissão para resolver divergências fronteiriças. Os vietnamitas recusaram-se a reconhecer a Linha Brévié – a demarcação das fronteiras marítimas da era colonial entre os dois países – e as negociações fracassaram. No final de Setembro, porém, poucos dias antes de Pol Pot ser forçado a demitir-se do cargo de primeiro-ministro, foram estabelecidas ligações aéreas entre Phnom Penh e Hanói. 
Com Pol Pot de volta à vanguarda do regime em 1977, a situação deteriorou-se rapidamente. Os incidentes aumentaram ao longo de todas as fronteiras do Camboja. As forças do Khmer Vermelho atacaram aldeias nas áreas fronteiriças da Tailândia perto de Aranyaprathet. Os assassinatos brutais de aldeões tailandeses, incluindo mulheres e crianças, foram a primeira evidência concreta amplamente divulgada das atrocidades do Khmer Vermelho. Também ocorreram incidentes ao longo da fronteira com o Laos. 
Aproximadamente ao mesmo tempo, aldeias nas zonas fronteiriças do Vietname sofreram novos ataques. Por sua vez, o Vietname lançou ataques aéreos contra o Camboja. De 18 a 30 de abril de 1978, as tropas cambojanas, após invadirem a província vietnamita de An Giang, realizaram o massacre de Ba Chúc causando 3.157 mortes de civis na província de Tây Ninh, no Vietnã. Em Setembro, os combates na fronteira resultaram em cerca de 1.000 vítimas civis vietnamitas. No mês seguinte, os vietnamitas contra-atacaram numa campanha envolvendo uma força de 20.000 homens. 
No entanto, o ministro da defesa vietnamita, general Võ Nguyên Giáp, subestimou a tenacidade do Khmer Vermelho e foi obrigado a enviar 58.000 reforços adicionais em dezembro. Em 6 de janeiro de 1978, as forças de Giap iniciaram uma retirada ordenada do território cambojano. Os vietnamitas aparentemente acreditaram ter "ensinado uma lição" aos cambojanos, mas Pol Pot proclamou esta uma "vitória" ainda maior do que a de 17 de Abril de 1975. Durante vários anos, o governo vietnamita procurou em vão estabelecer relações pacíficas com o regime do Quirguistão. Mas os líderes do KR estavam decididos à guerra. Por trás desta aparente insanidade estava claramente a suposição de que a China apoiaria militarmente o KR num tal conflito. 
Confrontada com a crescente beligerância do Khmer Vermelho, a liderança vietnamita decidiu, no início de 1978, apoiar a resistência interna ao regime de Pol Pot, com o resultado de que a Zona Oriental se tornou um foco de insurreição. A histeria da guerra atingiu níveis bizarros no Kampuchea Democrático. Em Maio de 1978, na véspera da revolta da Zona Oriental de So Phim, a Rádio Phnom Penh declarou que se cada soldado cambojano matasse trinta vietnamitas, apenas 2 milhões de soldados seriam necessários para eliminar toda a população vietnamita de 50 milhões. Parece que a liderança em Phnom Penh foi tomada por imensas ambições territoriais, ou seja, recuperar Kampuchea Krom, a região do Delta do Mekong, que consideravam como território Khmer. 
Os massacres de pessoas étnicas vietnamitas e dos seus simpatizantes perpetrados pelo Khmer Vermelho intensificaram-se na Zona Oriental após a revolta de Maio. Em novembro, Vorn Vet liderou um golpe de estado malsucedido. Havia agora dezenas de milhares de exilados cambojanos e vietnamitas em território vietnamita. 
Em 3 de dezembro de 1978, a Rádio Hanói anunciou a formação da Frente Unida Kampucheana para a Salvação Nacional (KNUFNS). Este era um grupo heterogéneo de exilados comunistas e não-comunistas que partilhavam uma antipatia pelo regime de Pol Pot e uma dependência virtualmente total do apoio e proteção vietnamitas. O KNUFNS forneceu a aparência, se não a realidade, de legitimidade para a invasão do Kampuchea Democrático pelo Vietname e para o seu subsequente estabelecimento de um regime satélite em Phnom Penh. 
Entretanto, à medida que 1978 avançava, a belicosidade cambojana nas zonas fronteiriças ultrapassou o limiar de tolerância de Hanói. Os decisores políticos vietnamitas optaram por uma solução militar e, em 22 de Dezembro, o Vietname lançou a sua ofensiva com a intenção de derrubar o Kampuchea Democrático. Uma força de 120.000 homens, composta por unidades combinadas de blindados e infantaria com forte apoio de artilharia, dirigiu-se para oeste, na zona rural plana das províncias do sudeste do Camboja. Juntos, o exército vietnamita e a Frente de Salvação Nacional atacaram o KR em 25 de Dezembro. 
Depois de uma campanha de dezessete dias, Phnom Penh caiu nas mãos do avanço vietnamita em 7 de janeiro de 1979. Pol Pot e os principais líderes refugiaram-se inicialmente perto da fronteira com a Tailândia. Depois de fazer acordos com vários governos, eles conseguiram usar a Tailândia como uma área segura para a construção e operação de novos redutos nas montanhas e na selva da periferia do Camboja, Pol Pot e outros líderes do Khmer Vermelho reagruparam suas unidades, emitiram um novo apelo às armas e reacendeu uma insurreição teimosa contra o regime no poder, tal como tinham feito no final da década de 1960. 
De momento, porém, a invasão vietnamita tinha cumprido o seu objetivo de depor uma ditadura não lamentada e particularmente violenta. Uma nova administração de ex-combatentes do Khmer Vermelho sob o controle de Hanói foi rapidamente estabelecida (que governa até o presente), e começou a competir, tanto a nível nacional como internacional, com o Khmer Vermelho como governo legítimo do Camboja. 
Contudo, a paz ainda escapava à nação devastada pela guerra e, embora a insurreição desencadeada pelo Khmer Vermelho se tenha revelado incapaz de derrubar o novo regime controlado pelos vietnamitas em Phnom Penh, manteve, no entanto, o país num estado permanente de insegurança. A nova administração foi apoiada por uma força militar vietnamita substancial e por um esforço de aconselhamento civil. 
À medida que os acontecimentos da década de 1980 avançavam, as principais preocupações do novo regime eram a sobrevivência, a restauração da economia e o combate à insurgência do Khmer Vermelho por meios militares e políticos. 

### Governo de Coligação do Kampuchea Democrático
A Assembleia Geral da ONU votou por uma margem de 71 a 35 para que o KR mantivesse o seu assento na ONU, com 34 abstenções e 12 ausentes.  A cadeira foi ocupada por Thiounn Prasith, um antigo quadro de Pol Pot e Ieng Sary de seus tempos de estudante em Paris e um dos 21 participantes do Segundo Congresso do KPRP de 1960. A sede foi mantida sob o nome de 'Kampuchea Democrático' até 1982 e depois de "Governo de Coalizão do Kampuchea Democrático" até 1993.
De acordo com a jornalista Elizabeth Becker, o ex-conselheiro de Segurança Nacional dos EUA, Zbigniew Brzezinski, disse que em 1979: "Encorajei os chineses a apoiar Pol Pot. Pol Pot era uma abominação. Nunca poderíamos apoiá-lo, mas a China poderia.  "Brzezinski tem negou, escrevendo que os chineses estavam ajudando Pol Pot "sem qualquer ajuda ou incentivo dos Estados Unido".
A China, os EUA e outros países ocidentais opuseram-se à expansão da influência vietnamita e soviética na Indochina e recusaram-se a reconhecer a República Popular do Kampuchea como o governo legítimo do Camboja, alegando que era um estado fantoche apoiado pelas forças vietnamitas. A China canalizou ajuda militar para o Khmer Vermelho, que na década de 1980 provou ser a força insurgente mais capaz, enquanto os EUA apoiavam publicamente uma alternativa não comunista ao PRK; em 1985, a administração Reagan aprovou US$ 5 milhões em ajuda ao republicano KPNLF, liderado pelo ex-primeiro-ministro Son Sann, e à ANS, o braço armado do partido pró-Sihanouk FUNCINPEC.
A KPNLF, embora carente de força militar em comparação com o Khmer Vermelho, comandou um número considerável de seguidores civis (até 250.000) entre os refugiados perto da fronteira entre a Tailândia e o Camboja que fugiram do regime KR. FUNCINPEC teve o benefício da tradicional lealdade camponesa Khmer à coroa e da ampla popularidade de Sihanouk no campo.
Na prática, a força militar dos grupos não-KR no Camboja era mínima, embora o seu financiamento e apoio civil fosse muitas vezes superior ao do KR. As administrações Thatcher e Reagan apoiaram secretamente os insurgentes não-KR, com armas, e conselheiros militares na forma de Boinas Verdes e unidades do Serviço Aéreo Especial, que ensinaram técnicas de sabotagem em campos dentro da Tailândia.

### O fim da CGDK e do Khmer Vermelho
Uma missão de manutenção da paz liderada pela ONU, que ocorreu de 1991 a 1995, procurou acabar com a violência no país e estabelecer um sistema democrático de governo através de novas eleições. A década de 1990 assistiu a um declínio acentuado na actividade insurgente, embora o Khmer Vermelho tenha posteriormente renovado os seus ataques contra o governo. À medida que o Vietnã se desvinculava do envolvimento direto no Camboja, o governo conseguiu começar a dividir o movimento KR, fazendo ofertas de paz a funcionários de nível inferior. O Khmer Vermelho foi o único membro da CGDK a continuar a lutar após o processo de reconciliação. As outras duas organizações políticas que compunham a aliança CGDK acabaram com a resistência armada e tornaram-se parte do processo político que começou com as eleições em 1993. 
Em 1997, Pol Pot ordenou a execução do seu braço direito, Son Sen, por tentar negociações de paz com o governo cambojano. Em 1998, o próprio Pol Pot morreu e outros líderes importantes do KR, Khieu Samphan e Ieng Sary, renderam-se ao governo de Hun Sen em troca de imunidade de acusação, deixando Ta Mok como o único comandante das forças do Khmer Vermelho; ele foi detido em 1999 por “crimes contra a humanidade”. A organização essencialmente deixou de existir.

### Julgamentos e recuperação
Desde 1990, o Camboja recuperou gradualmente, demograficamente e economicamente, do regime do Khmer Vermelho, embora as cicatrizes psicológicas afetem muitas famílias cambojanas e comunidades de emigrados. O atual governo ensina pouco sobre as atrocidades do Khmer Vermelho nas escolas. O Camboja tem uma população muito jovem e, em 2005, três quartos dos cambojanos eram demasiado jovens para se lembrarem dos anos do Khmer Vermelho. As gerações mais jovens só conheceriam o Khmer Vermelho através do boca a boca dos pais e dos mais velhos. 
Em 1997, o Camboja criou uma Força-Tarefa para Julgamentos do Khmer Vermelho para criar uma estrutura legal e judicial para julgar os líderes restantes por crimes de guerra e outros crimes contra a humanidade, mas o progresso foi lento, principalmente porque o governo cambojano do ex-Khmer Vermelho Cadre Hun Sen, apesar das suas origens no regime apoiado pelos vietnamitas da década de 1980, mostrou-se relutante em levar os líderes do Khmer Vermelho a julgamento. 

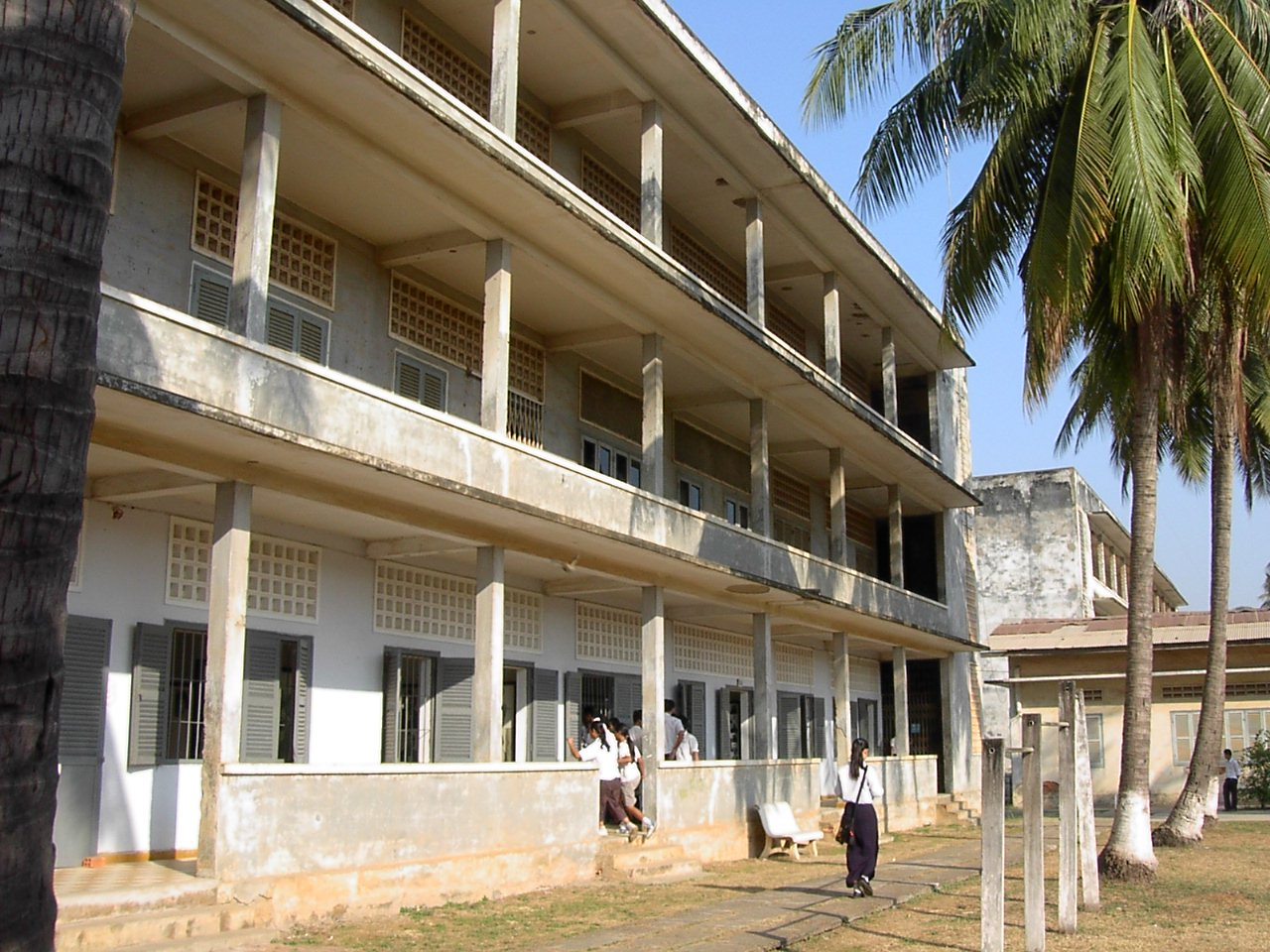
Museu do Genocídio Tuol Sleng (antiga Prisão de Segurança S-21)

A escassez de financiamento prejudicou a operação e o governo disse que, devido à economia fraca e a outros compromissos financeiros, só poderia pagar um financiamento limitado para o tribunal. Vários países, incluindo a Índia e o Japão, apresentaram fundos adicionais, mas em Janeiro de 2006, o saldo total do financiamento ainda não estava estabelecido. 
No entanto, a força-tarefa iniciou o seu trabalho e tomou posse de dois edifícios nas dependências do quartel-general do Alto Comando das Forças Armadas Reais do Camboja (RCAF), na província de Kandal, nos arredores de Phnom Penh. Em março de 2006, o Secretário-Geral das Nações Unidas, Kofi Annan, nomeou sete juízes para um julgamento dos líderes do Khmer Vermelho. 
Em maio de 2006, o Ministro da Justiça, Ang Vong Vathana, anunciou que o mais alto órgão judicial do Camboja aprovou 30 juízes cambojanos e da ONU para presidir o tribunal de genocídio para alguns líderes sobreviventes do Khmer Vermelho. O principal torturador do Khmer Vermelho, Kang Kek Iew – conhecido como Duch e ex-comandante da notória prisão S-21 – foi julgado por crimes contra a humanidade em 17 de Fevereiro de 2009. Foi o primeiro caso envolvendo um quadro superior de Pol Pot, três décadas após o fim de um regime responsabilizado por 1,7 milhões de mortes no Camboja. 

### Disputa do rótulo de "genocídio"
Embora os acontecimentos no Camboja sejam amplamente considerados um genocídio ou democídio e também sejam referidos como tal, Steven Rosefielde argumenta que as mortes no Camboja não atendem à definição de genocídio na Convenção para a Prevenção e Punição do Crime do Genocídio.  Rosefielde afirma que não há "nenhuma evidência de que Pol Pot tenha procurado exterminar o povo Khmer, ou mesmo os Cham e as minorias religiosas". Em vez disso, ele define os assassinatos do Khmer Vermelho como “distopicídio”: “A busca sem prisioneiros pela construção de uma utopia comunista mal implementada e concebida“. 

## Legado

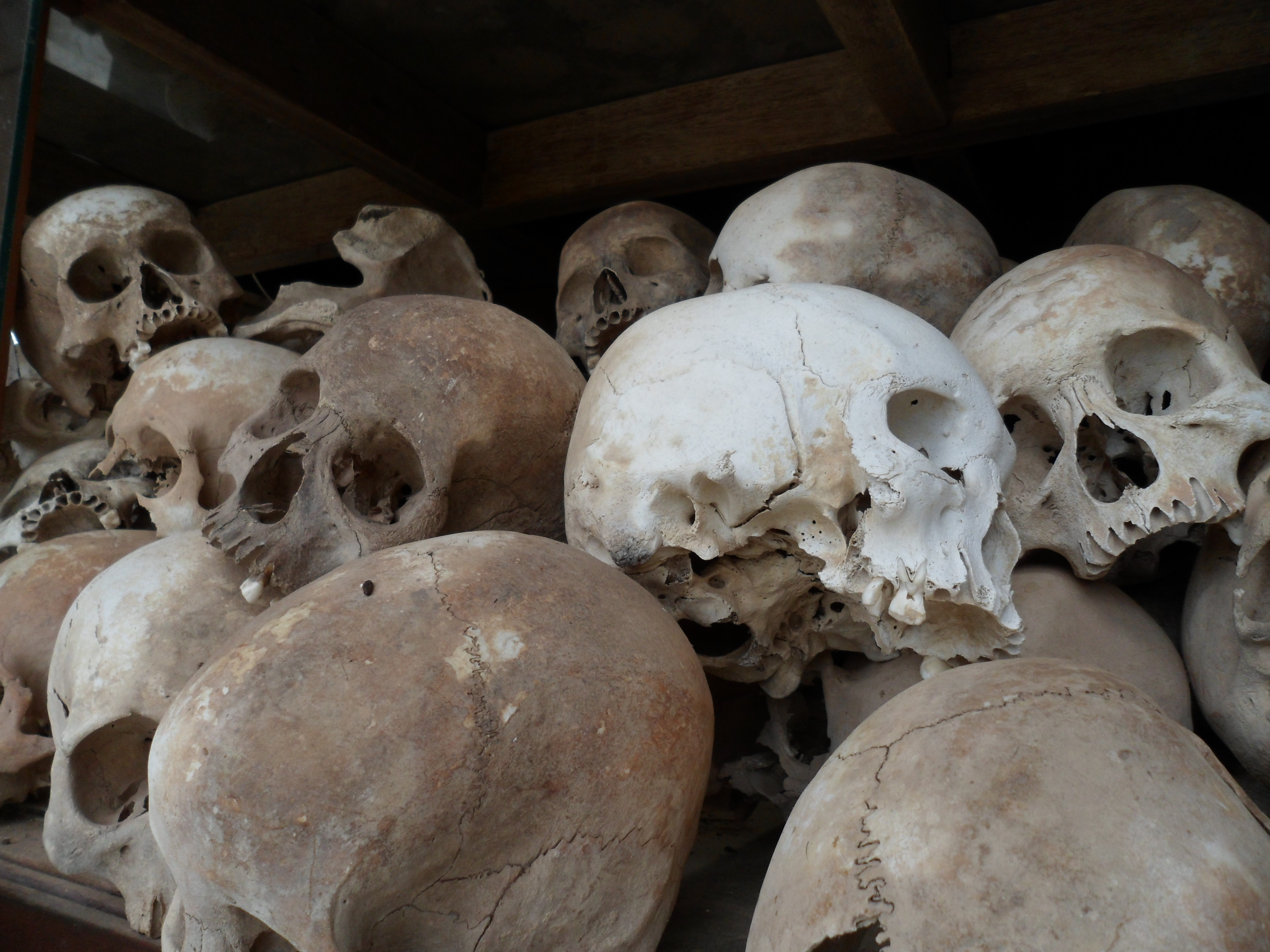
Crânios em Tuol Sleng

O legado violento do regime do Quirguistão e as suas consequências continuam a assombrar o Camboja hoje. Nos últimos anos, o mundo tem prestado cada vez mais atenção às atrocidades do KR, especialmente à luz do Tribunal do Camboja. No Camboja, o Museu do Genocídio Tuol Sleng e os Campos de Extermínio de Choeung Ek são dois locais importantes abertos ao público que são preservados desde os anos KR e servem como locais de memória do genocídio cambojano. O Tuol Sleng era um prédio de escola secundária que foi transformado em um centro de interrogatório e tortura chamado S-21 durante o regime KR; hoje, o local ainda contém muitas das celas de tortura e de prisão que foram criadas durante os anos do KR. Choeng Ek era uma vala comum nos arredores de Phnom Penh, para onde prisioneiros eram levados para serem mortos; hoje o local é um memorial para aqueles que ali morreram. 

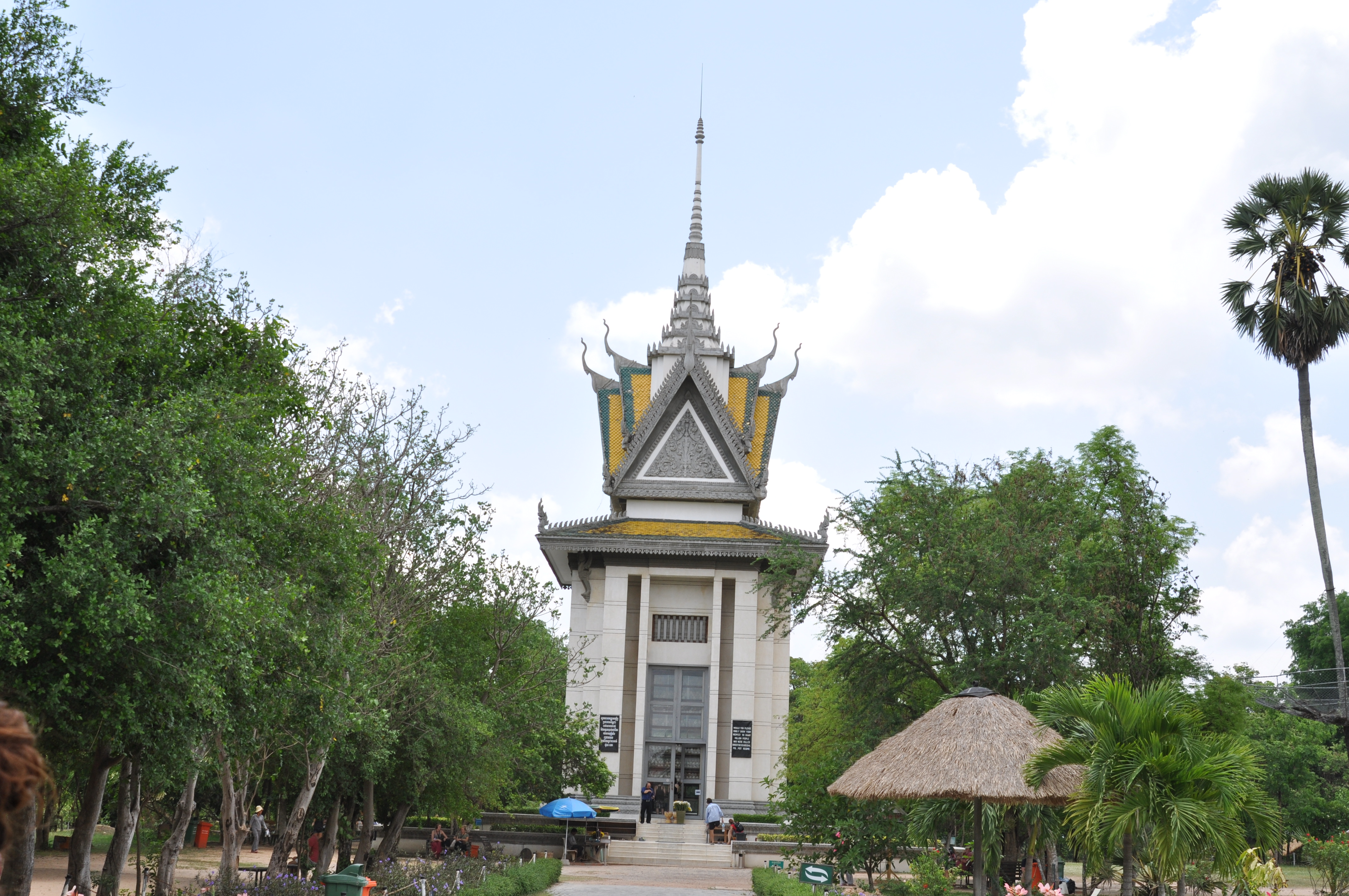
Campo de extermínio de Choueng Ek

No entanto, para além destes dois locais públicos, não tem havido muita atividade promovida pelo governo cambojano para recordar o genocídio ocorrido. Isto deve-se, em parte, ao facto de numerosos quadros do KR terem permanecido no poder político após o colapso do regime do KR. A influência contínua dos quadros do KR na política do Camboja levou a uma negligência no ensino da história do KR às crianças cambojanas. A falta de um mandato forte para ensinar a história do KR, apesar da pressão internacional, levou a uma proliferação de produção literária e visual para homenagear o genocídio e criar locais através dos quais o passado possa ser lembrado pelas gerações futuras. 

### Na literatura
O genocídio cambojano gerou uma série de publicações literárias na sequência da queda do regime do Quirguistão. O mais significativo para a história do KR são as numerosas memórias de sobreviventes publicadas em inglês como forma de relembrar o passado. A primeira onda de memórias de KR começou a aparecer no final dos anos 1970 e 1980. Pouco depois de a primeira vaga de sobreviventes ter escapado ou sido resgatada do Camboja, começaram a ser publicados relatos de sobreviventes em inglês e francês.
Escritos para gerar mais consciência sobre o regime do Quirguistão, estas memórias para adultos têm em conta o clima político no Camboja antes do regime e tendem a apelar à justiça para os perpetradores do regime. Sendo os primeiros relatos de sobreviventes a alcançar o público global, memórias como A Cambodian Odyssey, de Haing Ngor (publicado em 1987), L'Utopie meurtrière, de Pin Yathay (Utopia Assassina) (1979), Au-delà du ciel de Laurence Picq (Além do Horizonte) (1984)  e Cambodge, annee zero (Camboja Ano Zero) (1977) de François Ponchaud  foram fundamentais para trazer ao mundo a história da vida sob o regime KR.
A segunda onda de memórias, publicada no século XXI, inclui When Broken Glass Floats de Chanrithy Him (publicado em 2000) , First They Killed My Father de Loung Ung (2000) , On the Wings of a White Horse (2005) de Oni Vitandham  e Golden Leaf de Kilong Ung (2009).  Publicadas em grande parte por sobreviventes cambojanos que eram crianças durante o período, estas memórias traçam a sua jornada desde um Camboja devastado pela guerra até às suas novas vidas noutras partes do mundo. 
Em maior medida do que as memórias da primeira vaga, estas memórias reconstroem o significado das experiências dos seus autores antes de deixarem o Camboja. Tendo crescido longe do Camboja, estes indivíduos usam as suas memórias predominantemente como uma plataforma para aceitar os anos de infância perdidos, reconectar-se com as suas raízes culturais que não conseguem esquecer, apesar de residirem fora do Camboja, e contar esta história aos seus filhos. 
Notavelmente, muitos dos autores das memórias da segunda onda desenham árvores genealógicas extensas no início de seus relatos, na tentativa de documentar sua história familiar. Além disso, alguns autores também observam que, apesar de se lembrarem vividamente dos acontecimentos, as suas memórias foram aumentadas pelos familiares que lhes contaram esses acontecimentos à medida que cresciam. Mais significativamente, a publicação da segunda vaga de memórias coincide com o Tribunal do Camboja e poderá ser uma resposta à crescente atenção internacional dada às atrocidades do KR. 

### Na mídia
Tal como na literatura, tem havido uma proliferação de filmes sobre o genocídio cambojano. A maioria dos filmes é produzida em estilo documentário, muitas vezes com o objetivo de revelar o que realmente aconteceu durante os anos do KR e de homenagear aqueles que viveram o genocídio. O diretor de cinema Rithy Panh é um sobrevivente dos campos de extermínio do KR e o mais prolífico produtor de documentários sobre os anos do KR. Ele produziu Cambodia: Between War and Peace  e The Land of the Wandering Souls entre outros documentários. 
Em S-21: The Khmer Rouge Killing Machine, dois sobreviventes do S-21 confrontam seus ex-captores. Em 2013, Panh lançou outro documentário sobre os anos KR intitulado The Missing Picture.  O filme utiliza figuras de argila e imagens de arquivo para recriar as atrocidades do regime do Quirguistão. Além de Panh, muitos outros indivíduos (tanto cambojanos como não cambojanos) fizeram filmes sobre os anos do KR. Year Zero: The Silent Death of Cambodia é um documentário britânico dirigido por David Munro em 1979 que conseguiu arrecadar 45 milhões de libras para os cambojanos. 